# 有線テレビジョン放送技術者
有線テレビジョン放送技術者（ゆうせんテレビジョンほうそうぎじゅつしゃ）は、社団法人日本CATV技術協会が認定する資格。

## 区分
- 第1級 - 大規模CATV施設の設計・設置・維持管理等についての業務の総合監理、建造物等による受信障害調査についての業務の総合管理
- 第2級 - 引込端子数500以下のCATV施設の設計・設置・維持管理等についての業務の実地監督、建造物等による受信障害についての業務の実施

## 受験・受講資格
- 第1級
  - CATV施設の設置、維持管理等の業務について2年以上の実務経験を有する者
  - 第2級有線テレビジョン放送技術者であって、その第2級試験に合格した日の翌月から数えてCATV施設の設置、維持管理等の業務について1年以上の実務経験を有する者

ただし実務経験が2年に満たない者も第1級予備試験を受験することができ、合格者は2年以上の実務経験を経た後、申請によって資格が与えられる。
- 第2級
  - 実務経験を有しない者も受験・受講が可能

## 講習
- 第1級は1月下旬に、第2級は7月に東京都、名古屋市、大阪市、広島市、高松市、福岡市、仙台市、札幌市において講習会が行われる。

## 試験
- 第1級は2月下旬に、第2級は8月中旬に東京都、名古屋市、大阪市、広島市、高松市、福岡市、仙台市、札幌市において試験が行われる。

## 更新
- 技術者資格の有効期間は技術者証の交付日から5年間で、期間が満了する日の6ヶ月前から更新講習（別に定める）を受けて、有効期間の更新が行うことができる。